# Бірки (Дубенський район)
Бі́рки (до 2008 — Бірок) — село в Україні, у Тараканівській сільській громаді Дубенського району Рівненської області. Населення становить 112 осіб. До 2016 орган місцевого самоврядування — Тараканівська сільська рада.

## Географія
Село розташоване між річками Іквою та Тартачкою. Неподалік від села розташоване заповідне урочище «Бірок».

## Населення

### Мова
Розподіл населення за рідною мовою за даними перепису 2001 року:
| Мова       | Кількість | Відсоток |
| ---------- | --------- | -------- |
| українська | 111       | 99.11%   |
| російська  | 1         | 0.89%    |
| Усього     | 112       | 100%     |

## Історія
У 1906 році село Судобицької волості Дубенського повіту Волинської губернії. Відстань від повітового міста 14 верст, від волості 2. Дворів 21, мешканців 124.
7 (20) листопада 1917 року, відповідно до Третього Універсалу Української Центральної Ради, увійшло до складу Української Народної Республіки.
12 червня 2020 року, відповідно до розпорядження Кабінету Міністрів України № 722-р від «Про визначення адміністративних центрів та затвердження територій територіальних громад Рівненської області», увійшло до складу Тараканівської сільської громади.
19 липня 2020 року, в результаті адміністративно-територіальної реформи та ліквідації  Дубенського (1939—2020) району, село увійшло до складу новоутвореного Дубенського району.